# خط طول 42° شرق
خط طول 42° شرق هو أحد خطوط الطول الجغرافية، والتي تمتد من القطب الشمالي الجغرافي إلى القطب الجنوبي الجغرافي، وحسب التحويل الزمني يتقدم خط طول 42° شرق عن خط غرينتش بساعتين و48 دقيقة.

## من القطب إلى القطب
ينطلق خط طول 42° شرق من القطب الشمالي نحو القطب الجنوبي مرورا بالمناطق التي ترد في الجدول التالي:
| الإحداثيات                         | البلد أو الإقليم أو البحر | ملاحظات |
| ---------------------------------- | ------------------------- | --- |
| 90°0′N 42°0′E / 90.000°N 42.000°E  | المحيط المتجمد الشمالي    | |
| 80°30′N 42°0′E / 80.500°N 42.000°E | بحر بارنتس                | |
| 68°29′N 42°0′E / 68.483°N 42.000°E | البحر الأبيض              | |
| 66°23′N 42°0′E / 66.383°N 42.000°E | روسيا                     | |
| 43°13′N 42°0′E / 43.217°N 42.000°E | Abkhazia or جورجيا        | Abkhazia is a الاعتراف الدولي بأبخازيا وأوسيتيا الجنوبية state. Most nations consider its territory to be part of Georgia. |
| 43°1′N 42°0′E / 43.017°N 42.000°E  | جورجيا                    | |
| 41°30′N 42°0′E / 41.500°N 42.000°E | تركيا                     | |
| 37°10′N 42°0′E / 37.167°N 42.000°E | سوريا                     | |
| 36°44′N 42°0′E / 36.733°N 42.000°E | العراق                    | |
| 31°9′N 42°0′E / 31.150°N 42.000°E  | السعودية                  | |
| 17°42′N 42°0′E / 17.700°N 42.000°E | البحر الأحمر              | |
| 16°51′N 42°0′E / 16.850°N 42.000°E | السعودية                  | جزر فرسان |
| 16°38′N 42°0′E / 16.633°N 42.000°E | البحر الأحمر              | |
| 13°48′N 42°0′E / 13.800°N 42.000°E | إرتريا                    | |
| 12°50′N 42°0′E / 12.833°N 42.000°E | إثيوبيا                   | |
| 11°52′N 42°0′E / 11.867°N 42.000°E | جيبوتي                    | |
| 10°55′N 42°0′E / 10.917°N 42.000°E | إثيوبيا                   | |
| 4°6′N 42°0′E / 4.100°N 42.000°E    | الصومال                   | |
| 0°59′S 42°0′E / 0.983°S 42.000°E   | المحيط الهندي             | |
| 60°0′S 42°0′E / 60.000°S 42.000°E  | المحيط الجنوبي            | |
| 68°22′S 42°0′E / 68.367°S 42.000°E | القارة القطبية الجنوبية   | أرض الملكة مود, المطالب الإقليمية بالقارة القطبية الجنوبية by النرويج                                                      |